# TMEM67
TMEM67‏ (Meckelin) هوَ بروتين يُشَفر بواسطة جين TMEM67 في الإنسان.